# Trégastel
Trégastel è un comune francese di 2 507 abitanti situato nel dipartimento delle Côtes-d'Armor nella regione della Bretagna.
In riva al mare, è una delle località più famose della Costa di Granito Rosa.

## Società

### Evoluzione demografica
Abitanti censiti

## Amministrazione

### Gemellaggi
- Foz, Spagna, dal 2003
- Koussané, Mali, dal 2004

## Monumenti e luoghi d'interesse
- Vari monumenti megalitici : menhir e dolmen
- Il castello dell'isola di Costaérès
- L'isola Renote e le sue ville di fine Ottocento
- Mulino a marea
- Chiesa medievale di Sant'Anna
- Cappella Sainte-Anne des Rochers
- La costa di Granito Rosa e le numerose insenature naturali presenti nel comune

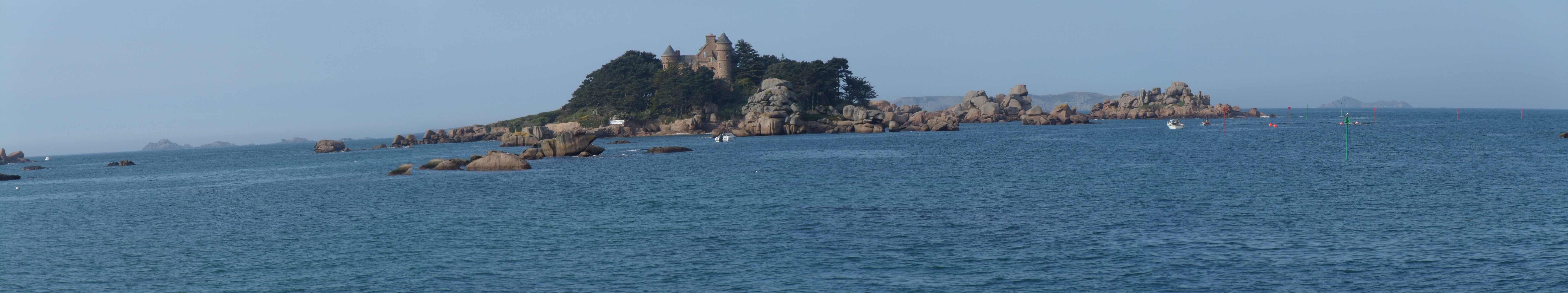
Castello di Costaérès

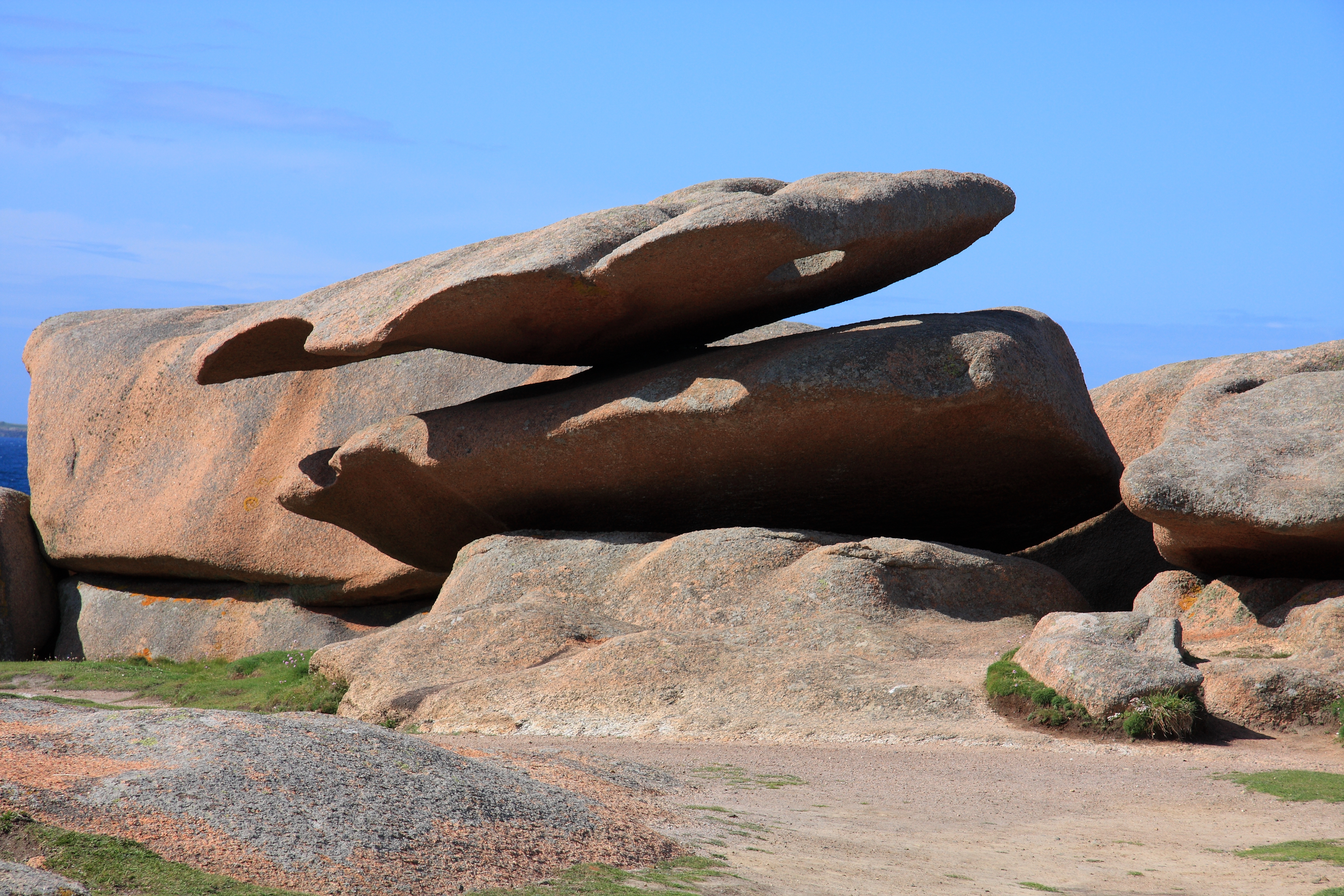
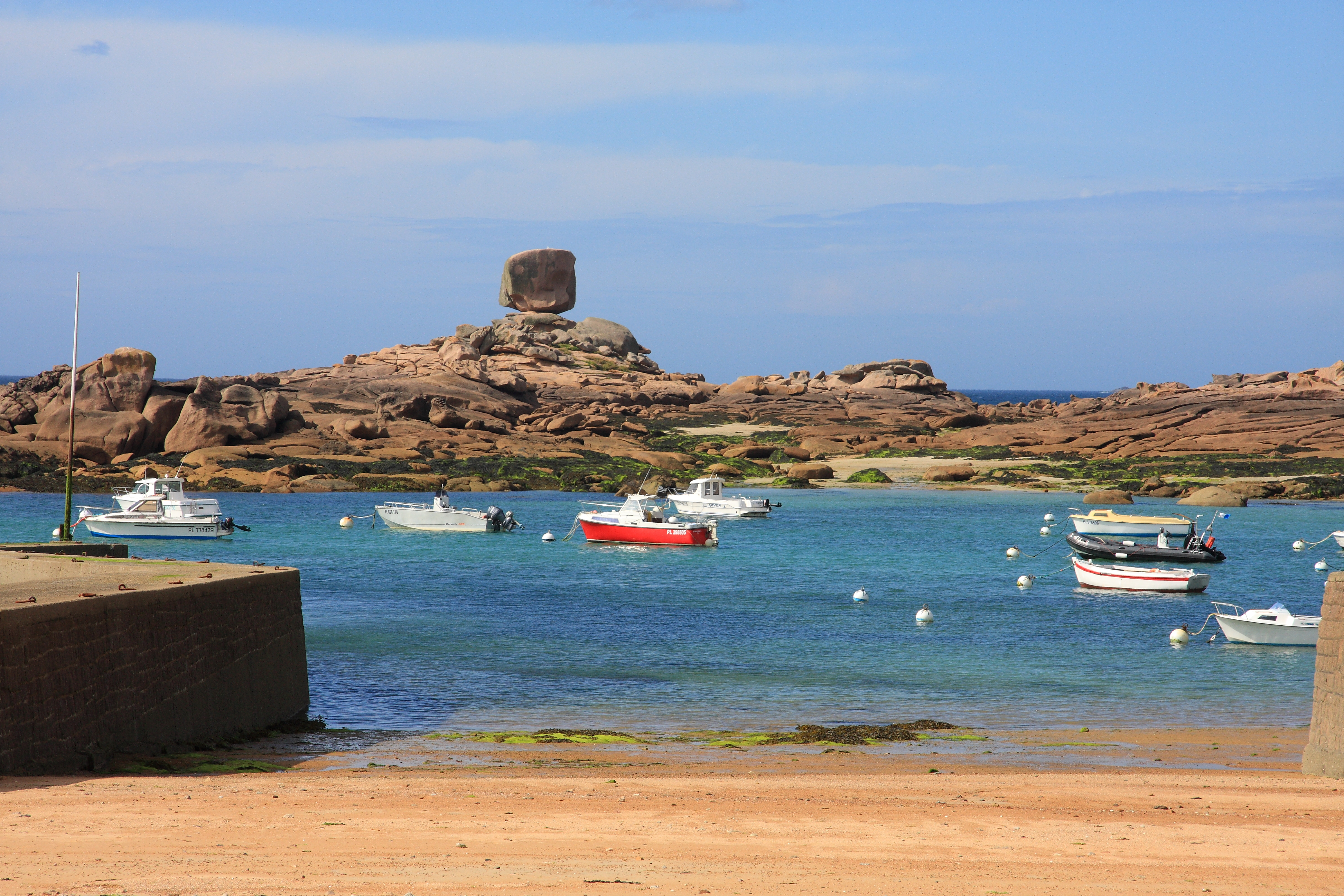
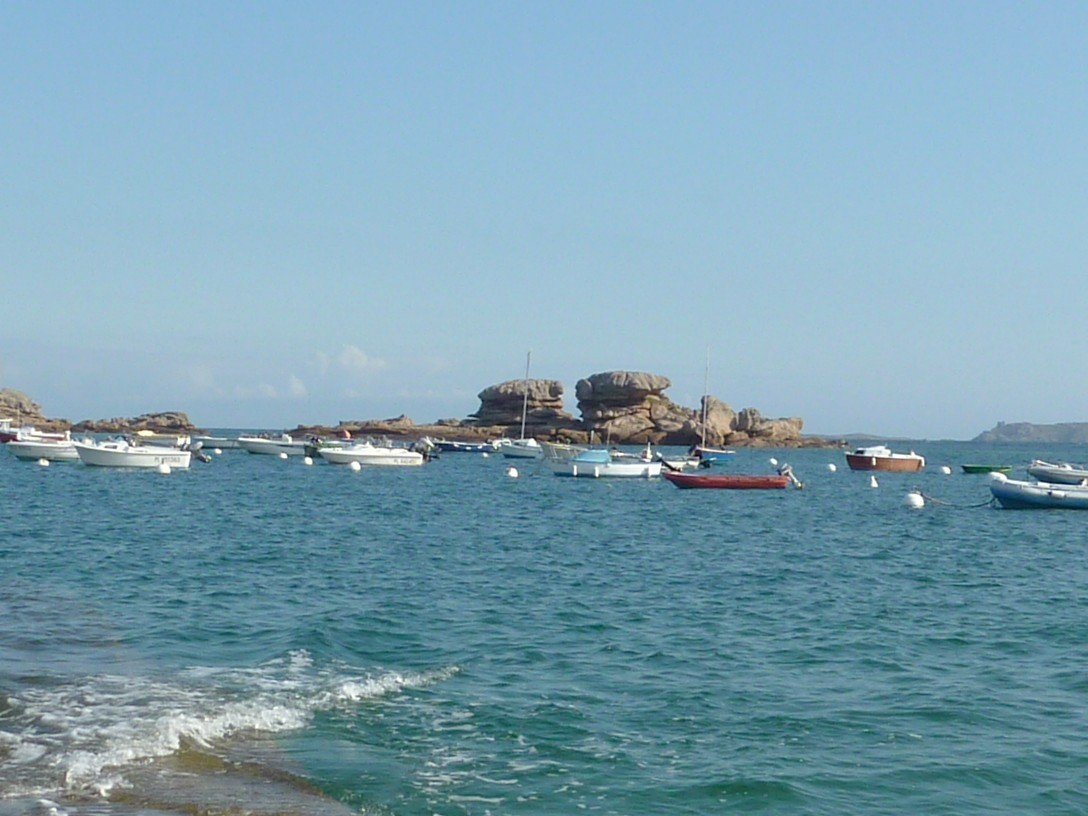
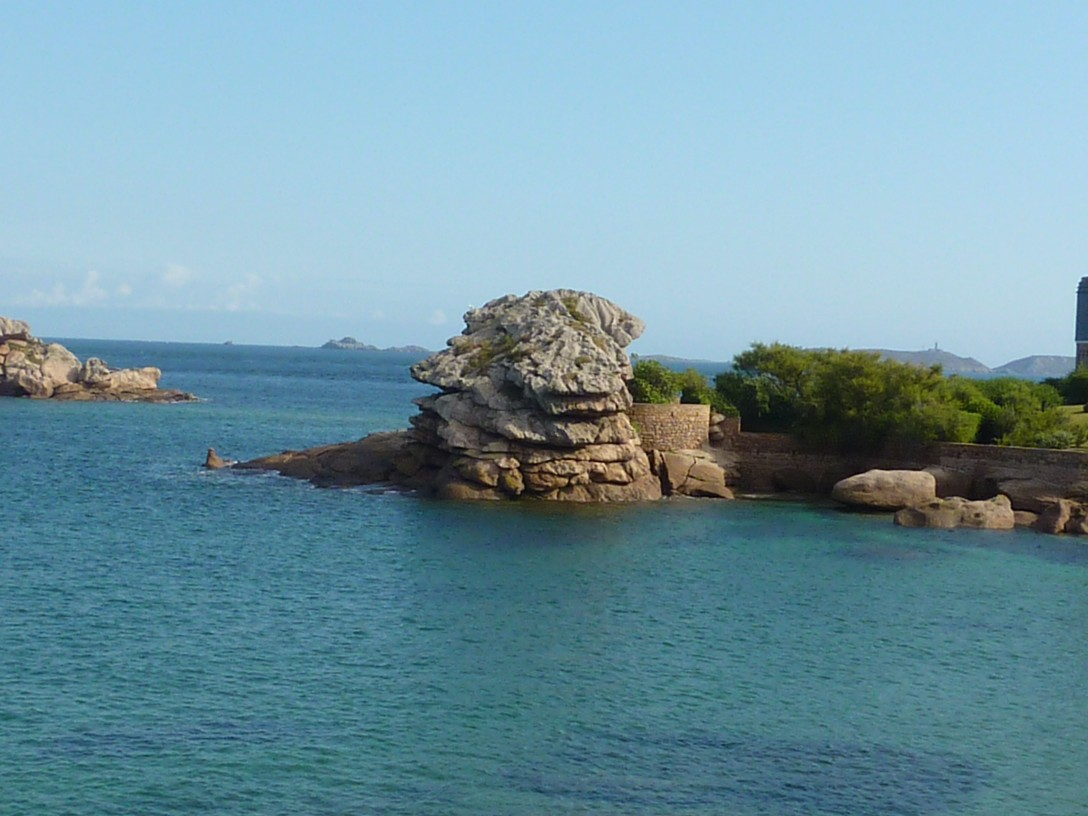
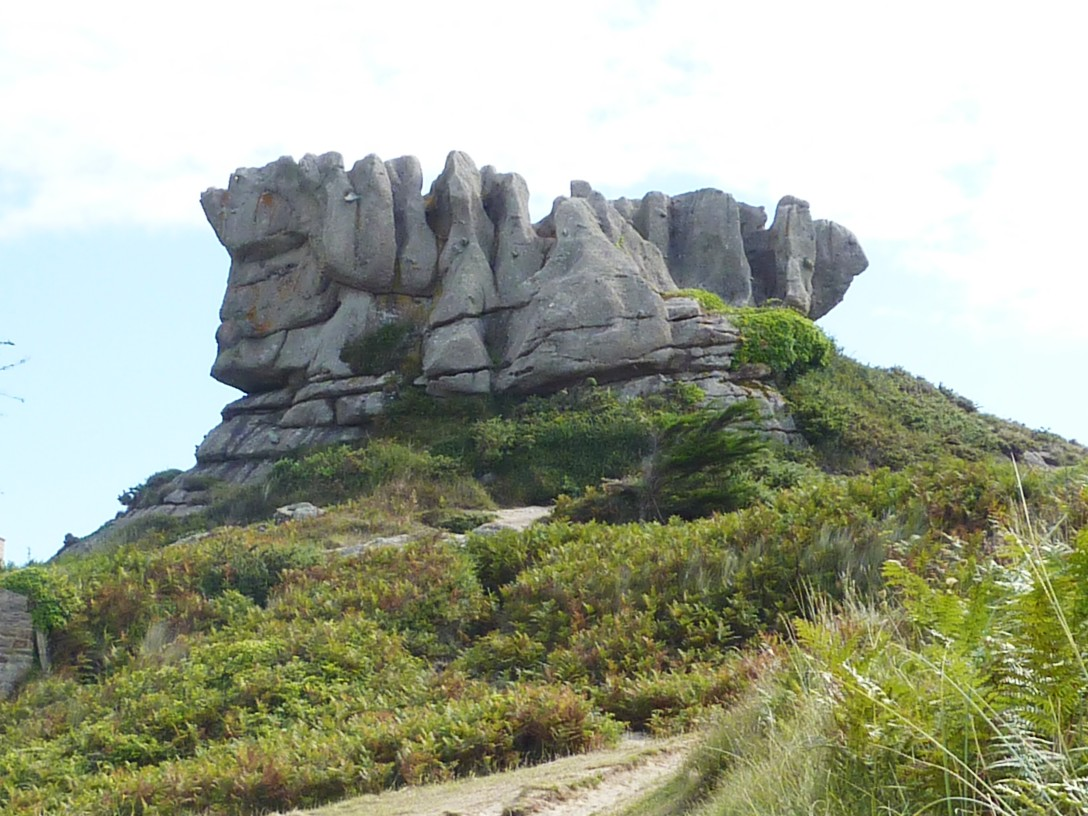
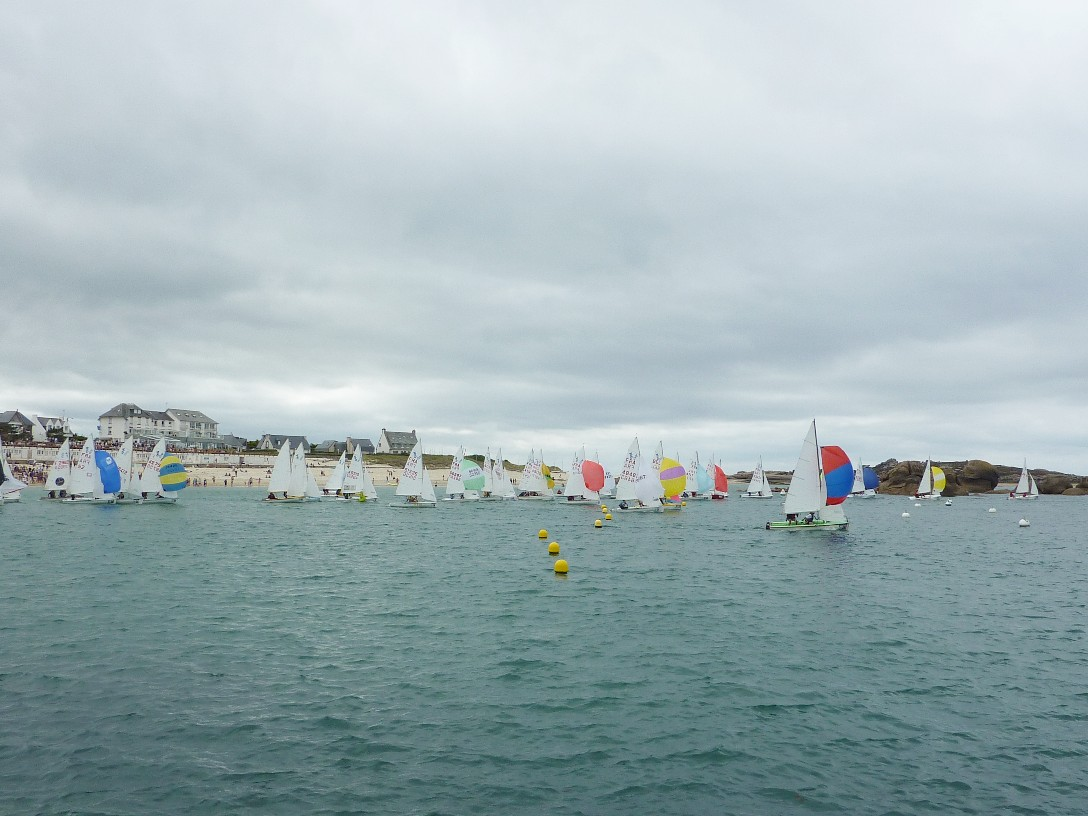
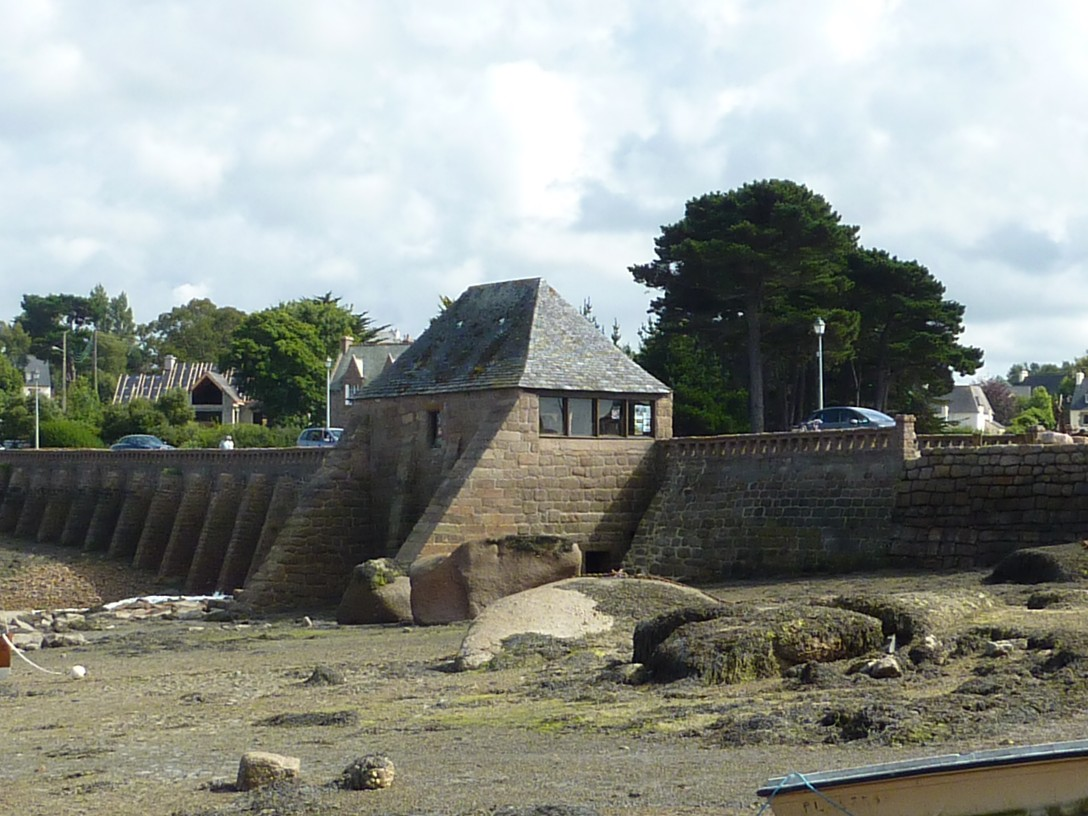
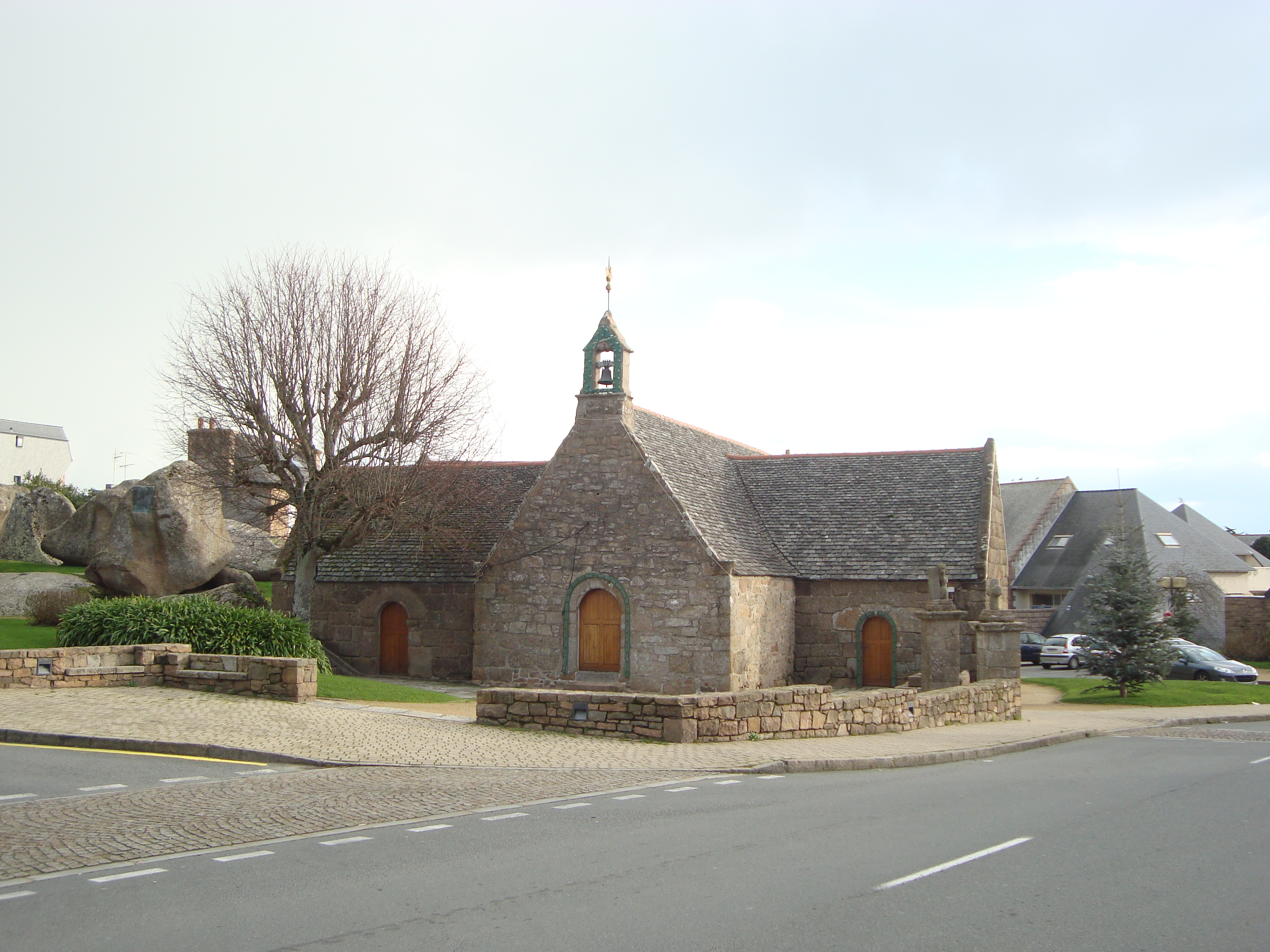